# Szürke cankó
A szürke cankó (Tringa nebularia) a madarak osztályának lilealakúak (Charadriiformes) rendjébe, ezen belül a szalonkafélék (Scolopacidae) családjába tartozó faj.

## Előfordulása
Európában Skóciában, Norvégiában, Észak-Svédországban, Finnországban és  Ázsiában a Szibériai területeken költ, ősszel délre vonul, eljut Afrikába, Dél-Ázsiába és Ausztráliába is. A tundrák lápos erdei tisztásain, vizek közelében él.

## Alfajai
- Tringa nebularia nebularia
- Tringa nebularia glottoides

## Megjelenése
Átlagos testhossza 30–33 centiméter, szárnyfesztávolsága 68–70 centiméteres, testtömege pedig 130–270 gramm. Karcsú, hosszúlábú fajta. Csőre vékony és egyenes. Tollazatára a szürke a jellemző.
|  |

## Életmódja
Rovarokból és azok lárváiból, valamint puhatestűekből és férgekből álló táplálékát a sekély vízben keresgéli.

## Szaporodása
Tavak, mocsarak partján az alacsony fűbe rakja fészkét. A fészkelési időszak május közepétől június derekáig tart. Fészekalja 4 tojásból áll, melyen 24-25 napig kotlik. A kikelt fiókák rövid idő múlva elhagyják a fészket, gondozásukban mindkét szülő részt vesz, de a hím korábban elhagyja a családot.

## Kárpát-medencei előfordulása
Magyarországon rendszeres vendég, inkább az Alföldre jellemző, de a Dunántúlon is előfordul.

## Védettsége
Magyarországon védett, természetvédelmi értéke 25 000 forint.

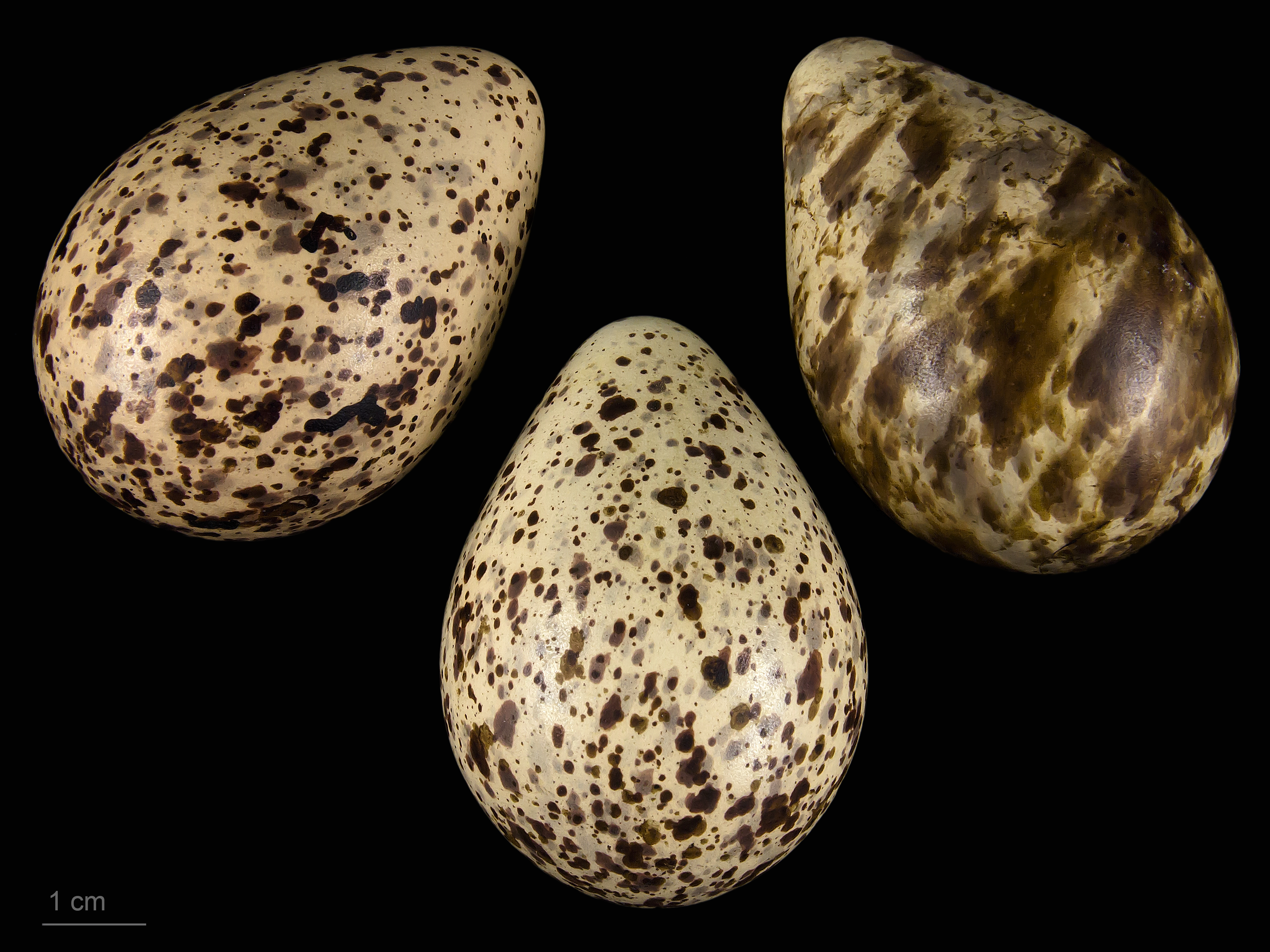
Tringa nebularia